# Nadezjda Zacharova
Nadezjda Dmitrijevna Zacharova (Russisch: Надежда Дмитриевна Захарова) (Golovino, Oblast Pskov, 9 februari 1945) is een voormalig basketbalspeelster die uitkwam voor het nationale basketbalteam van de Sovjet-Unie. Ze kreeg de onderscheidingen Meester in de sport van de Sovjet-Unie in 1970 en Geëerde Coach van de Rusland in 1995. Ook kreeg ze de Orde van de Rode Vlag van de Arbeid (Sovjet-Unie).

## Carrière
Zacharova speelde van 1958 tot 1976 voor Spartak Leningrad. Ze won in 1974 het landskampioenschap van de Sovjet-Unie. Ook won ze vier keer op rij de Ronchetti Cup. In 1976 won ze (als aanvoerder) de gouden medaille op de Olympische Spelen. In 1971 en 1975 werd ze wereldkampioen. In 1968, 1970, 1972, 1974 en 1976 werd ze Europees kampioen.

## Privé
Ze studeerde af aan de Maritieme Technische Universiteit van Leningrad (GDOIFK). Ze is de echtgenoot van basketbalcoach Stanislav Geltsjinski.

## Erelijst
- Landskampioen Sovjet-Unie: 1
  - Winnaar: 1974
  - Tweede: 1970, 1971, 1972, 1973, 1975
  - Derde: 1976
- Ronchetti Cup: 4
  - Winnaar: 1972, 1973, 1974, 1975
- Olympische Spelen: 1
  - Goud: 1976
- Wereldkampioenschap: 2
  - Goud: 1971, 1975
- Europees Kampioenschap: 5
  - Goud: 1968, 1970, 1972, 1974, 1976